# Omphale de Bonis
Pour les articles homonymes, voir Omphale (homonymie).
Omphale, op. 86, est une œuvre de la compositrice Mel Bonis.

## Composition
Mel Bonis compose Omphale pour piano. Le manuscrit, sans date, porte la mention « édité chez Breitkopff, Leipzig ». L'œuvre est publiée chez les éditions Simrock en 1910. Elle est rééditée en 2004 aux éditions Furore. Une version a été ébauchée pour une version orchestrale.

## Analyse
Omphale est une des neufs pièces de la compositrice qui donne la part belle aux destins extraordinaires avec Le Songe de Cléopâtre, Ophélie, Viviane, Phœbé, Salomé, Mélisande, Écho et Desdemona. L'œuvre demande des exigences techniques assez poussées, et elle évoque, par son titre et son esthétique, une œuvre proche du symbolisme.
L'œuvre est composée à partir d'un seul motif. Ce motif représente le fil que la reine lydienne fait filer à Héraclès. C'est une pièce exigeante, d'une grande puissance évocatrice et visant un auditoire plus restreint de connaisseurs.

## Réception
L'œuvre est créée le 30 mai 1907, chez Jeanne Monchablon. Elle aurait été publiée chez Hachette en 1901. Elle reçoit un prit de la revue allemande Signale for die musikalische Welt en 31 mai 1909. Les membres du jury sont Ferruccio Busoni, Gustav Hollaender et Philipp Scharwenka et ont dû faire leur choit parmi 874 compositions. Les résultats ont été annoncés le 8 décembre 1909. Mel Bonis a été classée cinquième et a reçu un prix de 100 marks. 

## Discographie
- Femmes de légende, par Maria Stembolskaia (piano), Ligia Digital LIDI 0103214-10, 2010, (OCLC 718391726)
- En dehors, Kyra Steckeweh (piano), 2015 (OCLC 971261237)

## Sources
: document utilisé comme source pour la rédaction de cet article.
- Étienne Jardin, Mel Bonis (1858-1937) : parcours d'une compositrice de la Belle Époque, 2020 (ISBN 978-2-330-13313-9 et 2-330-13313-8, OCLC 1153996478, lire en ligne).
- (fr + de + en) Eberhard Mayer et Christine Géliot, Œuvre pour piano, vol. 1 : Femmes de Légende, Kassel, Furore Verlag, 2003, 56 p. (ISMN 9790500129189).